# Inti
Inti je u mitologiji Inka bio bog Sunca i patron carstva Inka, nepoznatog mitološkog podrijetla. Najčešće se u pričama spominje kao sin Viracochae, boga civilizacije.

## Kult obožavanja
Sunce je možda najvažnija stvar u životu zato što daje toplinu i svjetlo. Inti se zato smatra i Davateljem Života. Obožavan je uglavnom od ratara, koji su se oslanjali na Sunce da bi imali dobru žetvu. Iako je bio tek drugi bog na listi obožavanja poslije Viracochae, ipak se najveći broj žrtava upravo njemu prinosio.

## Legende i povijest
On i njegova supruga, Mama Quilla, boginja mjeseca, smatrani su dobrim bogovima. Mama Quilla rodila je Zemlju.
Prema jednom starom mitu, Inti je naučio svog sina Manco Cápaca i kćer Mamu Ocllo, umjetnostima civilizacije i oni su poslani na Zemlju da bi prenijeli ovo znanje ljudskom rodu. Prema jednoj drugoj legendi otac Manco Cápaca bio je Viracocha.
Inti je bio znan i kao  Apu Punchau, što znači "vođa svjetlosti". Intia su Inke često predstavljale na zlatnom disku s ljudskim licem. Veliki zlatni disk koji je predstavljao Intia pronašli su konkvistadori 1571. i poslali ga papi preko Španjolske. Od tada mu se gubi trag.

## Inti Raymi
Festival Inti Raymi koji se održava u čast boga Sunca, privlači svake godine veliki broj turista u Cusco, nekadašnji glavni grad Inka carstva. Festival se održava na brdu Sacsayhuamán neposredno iznad Cusca, pokraj ostataka nekadašnje Inka utvrde. Na kečuanskom jeziku Inti Raymi znači "uskrsnuće sunca" ili "put sunca". Vojno osoblje, predstavnici vlade kao i obični posjetitelji koji dolaze na festival oblače svoju najljepšu odjeću i nose najbolje oružje i instrumente. Pripreme za festival započinju trodnevnim postom i za vrijeme ovih dana ne smije se paliti vatra i imati seksualni odnos. Festival traje devet dana i tijekom festivala konzumira se puno hrane i pića. Žrtve se prinose samo prvog dana.